# MuseScore (楽譜作成ソフト)
MuseScore（ミューズスコア）は、ベルギーのブリュッセルを拠点に開発されている無料の楽譜作成ソフトウェア。Windows、Mac、Linux等に対応している。2024年5月、バージョン4.3.0を以ってMuseScoreからMuseScore Studioへ名称が変更された。

## 概要
GNU General Public Licenseのもと、オープンソースソフトウェアとしてリリースされている。リードシート、ピアノ曲、ギターのタブ譜、バンドスコア、合唱曲、オーケストラなど、あらゆるタイプの楽譜を作成することができる。高価な楽譜作成ソフトとほぼ同じ機能を持っているにもかかわらず、無料のオープンソースソフトウェアであり、シンプルなユーザインタフェースを特徴としている。PDF出力による解像度はFinaleやSibeliusと比べても見劣りするものではない。
ユーザーのコミュニティを大切にしており、musescore.orgでは、ディスカッションフォーラム、無料のオンラインハンドブック、解説動画などがある。また、楽譜共有サイト、musescore.comでは、ユーザー同士がオンラインで自分の作成した楽譜をシェア、閲覧することができる。
姉妹品として、作った楽譜を再生することができる閲覧用アプリがiPhone、iPad、Android用にリリースされている。ただし編集はできない。
エンジンにQtを使っており、プラットフォームが違っても一貫性のある操作性とユーザインタフェースを実現している。オープンソースソフトウェアのため、非常に多数の開発者がMuseScoreの開発に携わっている。Qt採用バージョンは2024年12月現在ですら6.2.9.であり、とても慎重である。

## 特徴
Werner Schweerによって開発されたソフトウェアである。一般的に発売されている楽譜作成ソフトとは異なり、フリーのオープンソースソフトウェアである。ソースコードが公開されており、ユーザーによる改変が可能。1.0ではGNU LilyPondのフォントEmmentalerが用いられていたが、現在はLelandである。サウンドフォントの置き換えが可能。また、楽譜をPDF, SVG, PNGで綺麗に出力することが可能であり、音声ファイルとしてもWAV, Ogg, FLACの形で保存することが可能である。
大きな特徴は、楽譜ファイルをさらに圧縮した「圧縮楽譜ファイル」の形で保存が可能なことにより、多くのファイル数を作成してもFinaleやSibeliusの数分の1で保存が簡単な点がある。代表的な楽譜作成ソフトと比べると起動の遅延問題が指摘されているが、開発が各国のユーザーで展開されることやQtのバージョンアップにより改善されることが望まれている。多言語展開がなされている。Qtの描画機能に拠っているためにバージョン互換性はほとんど全くなく、3.0 Nightlyで2.3.1以前の楽譜を開くことはできるものの、レイアウトは完全に崩れる。
Nightlyバージョンは日々更新されているものの、原則としてMacから開発されている。Windows版やLinux版のNightlyも入手できるが動作は保証していない。

## 歴史

### MuseScore 3まで
元々はドイツ人のWerner Schweerによって作られたLinux用ソフトウェア、MusE（MIDI/オーディオミュージックシーケンサー）のフォークとして2000年代初めにスタートしたプロジェクトである。
当初はMusE自体に、楽譜が作成できるオプションを追加しようとしたが、この機能を楽譜作成ソフトウェア、MuseScoreとして独立させるほうが良いという考えに至った。当初はLinuxのみでの開発であったが、フランス人のNicolas Fromentがチームに加わり、バグの修正とWindows、Macでも使えるようにソースコードを移行する手助けをした。
その後3人目の開発者であるベルギー人のThomas Bonteが加わり、ウェブサイトmusescore.orgとmusescore.com、そしてコミュニティの運営を担当している。現在、本社オフィスはベルギーにあり、その他フランスやドイツにも支部が存在する。日本国内では2019年からギタリストの萩原健也とエンドースメント契約を交わし、ワークショップなどを開催している。
2021年2月8日現在のバージョンは3.6.2である。3.6から新規フォントとして、EdwinとLelandが追加された。
2022年10月25日にMuseScore 4.0のbetaがリリースされた。
2022年12月3日にMuseScore 4.0 RC (Release Candidate,リリース候補) バージョン1 がリリースされた。

### MuseScore 4.0
2022年12月14日にMuseScore 4.0 がリリースされた。
4.0からは、新規フォントとして Finale Maestosoと Finale Broadwayが追加された。大きな変更点として、Muse Groupのポータルソフトである Muse Hub が追加され、Muse HubからはMuseの買収したAudacity, MuseScore, StaffPad Ltdの開発する Staff Pad [英語版]が起動できるようになった。これにより、MuseScoreやStaffPadでエキスポートしたmp3等音声ファイルをAudacityで編集でき、SFX(SE)などを追加できるようになった。
新たにMuseScore4には、Muse Group 独自の Muse Sounds がサポートされるようになり、MuseScore上で再生されるサウンドがより豪華になった。但し、サポートされていない楽器も多くある(特に打楽器)ので注意が必要である。 さらに VSTプラグインにも対応し、Muse Group 独自の Muse FX を用いることによってより奥行きのあるサウンドを作り上げることができるようになった。
Muse Soundsは15GBあるため、Muse SoundsのないタイプのソフトウェアもGithubで入手できる。公式でもそれについて最初に言及がある。
2023年1月17日にMuseScore 4.0.1がリリースされた。
2023年7月13日にMuseScore 4.1.0がリリースされた。
2023年12月18日にMuseScore 4.2.0がリリースされた。

### MuseScore Studio
2024年5月7日にMuseScore Studio 4.3.0がリリースされた。
2024年8月27日にMuseScore Studio 4.4がリリースされた。
2024年10月24日にMuseScore Studio 4.4.3がリリースされ、Qtは6.2.9にバージョンアップされた。
2024年12月12日にMuseScore Studio 4.4.4がリリースされた。
2025年3月14日に、Musescore Studio 4.5がリリースされ、ロゴが変更された。

## MuseScore.com
MuseScoreが運営する楽譜サイト。サブスクリプション契約することで、楽譜が無制限にダウンロード可能となり、楽譜閲覧用のスマホアプリ(iOS、Android)を使用することができる。近年は、楽譜関連の講座やレッスンも配信している。